# سیارک ۲۵۶۹۷
سیارک ۲۵۶۹۷ (به انگلیسی: 25697 Kadiyala، نامگذاری:2000AA126)۲۵۶۹۷مین سیارک کشف شده‌است که در ۰۵ ژانویه ۲۰۰۰ کشف شد.